# Балканика
Balkanika — сербський музичний гурт, утворений Олександром Ілічем у 1998 році. Вони представляли Сербію на «Євробаченні-2018» в Лісабоні, Португалія, з піснею «Nova deca», де посіли 19-е місце.
Місією гурту, за словам Іліча, є збереження, відродження й модернізування сербських середньовічних византійских музичних традицій.

## Учасники
До складу гурту належать:
- вокалісти: Невена Стаменкович, Даніца Крстіч, Марія Бєланович, Младен Лукіч і Неманья Коїч;
- ударники: Александар Радулович і Мілан Єїна;
- гітаристи: Бранімір Маркович і Небойша Неделькович;
- флейтист: Любомір Дімітриєвич.